# Paul Oestreich
Paul Oestreich (Kolberg, 30 de març del 1879- Berlín, 28 de febrer 1959) va ésser un pedagog alemany.
Fou un dels representants més qualificats del moviment radical que propugnava una escola vital, productiva i elàstica: vital, perquè cal que reflecteixi la imatge de la vida. Productiva, per la necessitat de vincular l'escola amb la realitat socioeconòmica, i elàstica per tal que permeti llibertat d'acció. L'abril 1967, la ciutat de Berlín li va dedicar un carrer al barri de Weissensee.

## Obres
- Die Produktionsschule, 1920.
- Die elastische Einheitsschule, 1921.
- Die Technik als Luzifer der Pädagogik, 1947.
- Die Schule zur Volkskultur, 1947.